# Titularbistum Gurza
Gurza ist ein Titularbistum der römisch-katholischen Kirche.
Es geht zurück auf einen untergegangenen Bischofssitz in der gleichnamigen antiken Stadt in der römischen Provinz Byzacena bzw. Africa proconsularis in der Sahelregion von Tunesien.
| Titularbischöfe von Gurza |                                                          |                                                       |                   |                  |
| Nr.                       | Name                                                     | Amt                                                   | von               | bis              |
| 1                         | Marie-Augustine Chapuis MEP                              | emeritierter Bischof von Kumbakonam (Britisch-Indien) | 17. Dezember 1928 | 14. Juli 1930    |
| 2                         | Manuel Marilla Ferreira da Silva                         | Weihbischof in Goa e Damão (Portugiesisch-Indien)     | 8. Februar 1931   | 29. Mai 1949     |
| 3                         | Albino Morera                                            | emeritierter Bischof von Tempio-Ampurias (Italien)    | 9. Dezember 1950  | 20. März 1952    |
| 4                         | Félix-Marie-Honoré Verdet                                | Weihbischof in Nizza (Frankreich)                     | 10. Juni 1952     | 1. Juli 1963     |
| 5                         | Jerome Joseph Hastrich                                   | Weihbischof in Madison (USA)                          | 25. Juli 1963     | 25. August 1969  |
| 6                         | Paul-Marie-Maurice Perrin Titularerzbischof pro hac vice | Apostolischer Pro-Nuntius in Äthiopien                | 16. Januar 1970   | 4. Oktober 1994  |
| 7                         | Vito Schlickmann                                         | Weihbischof in Florianópolis (Brasilien)              | 25. Januar 1995   | 14. Februar 2023 |
| 8                         | Christopher Naseri                                       | Weihbischof in Calabar (Nigeria)                      | 1. Mai 2023       |                  |